# Cecropia elongata
Cecropia elongata är en nässelväxtart som beskrevs av Henry Hurd Rusby. Cecropia elongata ingår i släktet Cecropia och familjen nässelväxter. Inga underarter finns listade i Catalogue of Life.